# Indoribates chiayiensis
Indoribates chiayiensis är en kvalsterart som först beskrevs av Tseng 1984.  Indoribates chiayiensis ingår i släktet Indoribates och familjen Haplozetidae. Inga underarter finns listade i Catalogue of Life.